# 蒙特塞拉特·普霍尔
蒙特塞拉特·普霍尔（1979年4月27日—）是安道尔的一名短跑运动员。
普霍尔代表安道尔参加了在北京举行的2008年夏季奥林匹克运动会。她参加了女子100米的角逐，以12秒73位列小组第七无缘下轮比赛。

## 外部連結
- 蒙特塞拉特·普霍尔在的頁面